# Copa del Rey de hockey patines 2013
La Copa del Rey de hockey patines 2013 fue la septuagésima edición de la Copa del Rey de este deporte. La sede única fue la ciudad de Oviedo y los encuentros se disputaron en el Palacio de los Deportes de Oviedo.
Se disputó entre los 8 mejores equipos de la OK Liga 2012-13 en la primera vuelta de la liga, según el sorteo efectuado el 6 de febrero de 2013.
Los partidos se jugaron entre el 28 de febrero y el 3 de marzo de 2013.
El campeón de esta edición fue el Club d'Esports Vendrell, que consiguió su primer título de copa.

## Equipos participantes
- Club d'Esports Vendrell
- FC Barcelona
- Reus Deportiu
- HC Liceo
- Igualada HC
- C.E. Lleida Llista Blava
- CP Vic
- CP Vilanova

## Resultados
|  | Cuartos de final         | Cuartos de final         |               |             | Semifinales | Semifinales |  |               | Final      | Final      |  |
|  | 28 de febrero-1 de marzo | 28 de febrero-1 de marzo |               |             | 2 de marzo  | 2 de marzo  |  |               | 3 de marzo | 3 de marzo |  |
|  |                          |                          |               |             |             |             |  |               |            |            |  |
|  |                          |                          |               |             |             |             |  |               |            |            |  |
|  | C.E. Lleida Llista Blava | 3                        |               |             |             |             |  |               |            |            |  |
|  | C.E. Lleida Llista Blava | 3                        |               |             |             |             |  |               |            |            |  |
|  | HC Liceo                 | 7                        |               |             |             |             |  |               |            |            |  |
|  | HC Liceo                 | 7                        |               | HC Liceo    | 2 (1)       |             |  |               |            |            |  |
|  |                          |                          |               | HC Liceo    | 2 (1)       |             |  |               |            |            |  |
|  |                          |                          | Reus Deportiu | 2 (2)       |             |             |  |               |            |            |  |
|  | Reus Deportiu            | 5                        | Reus Deportiu | 2 (2)       |             |             |  |               |            |            |  |
|  | Reus Deportiu            | 5                        |               |             |             |             |  |               |            |            |  |
|  | CP Vic                   | 3                        |               |             |             |             |  |               |            |            |  |
|  | CP Vic                   | 3                        |               |             |             |             |  | Reus Deportiu | 3          |            |  |
|  |                          |                          |               |             |             |             |  | Reus Deportiu | 3          |            |  |
|  |                          |                          | CE Vendrell   | 4           |             |             |  |               |            |            |  |
|  | CP Vilanova              | 2                        | CE Vendrell   | 4           |             |             |  |               |            |            |  |
|  | CP Vilanova              | 2                        |               |             |             |             |  |               |            |            |  |
|  | CE Vendrell              | 3                        |               |             |             |             |  |               |            |            |  |
|  | CE Vendrell              | 3                        |               | CE Vendrell | 7           |             |  |               |            |            |  |
|  |                          |                          |               | CE Vendrell | 7           |             |  |               |            |            |  |
|  |                          |                          | FC Barcelona  | 3           |             |             |  |               |            |            |  |
|  | Igualada HC              | 1                        | FC Barcelona  | 3           |             |             |  |               |            |            |  |
|  | Igualada HC              | 1                        |               |             |             |             |  |               |            |            |  |
|  | FC Barcelona             | 7                        |               |             |             |             |  |               |            |            |  |
|  | FC Barcelona             | 7                        |               |             |             |             |  |               |            |            |  |
|  |                          |                          |               |             |             |             |  |               |            |            |  |

- Entre paréntesis goles en tanda de penaltis.

## Final
| Fecha                                       | Hora  | Partido       | Partido | Partido       |
| ------------------------------------------- | ----- | ------------- | ------- | ------------- |
| 3 de marzo                                  | 12:45 | C.E. Vendrell | 4-3     | Reus Deportiu |
| Pabellón: Palacio de los Deportes de Oviedo |       |               |         |               |